# کلیپپان
شهر کلیپپان (به سوئدی: Klippan, Sweden) در بخش کلیپپان در کشور سوئد واقع شده‌است. جمعیت این شهر ۱۵۳۵٫۳۹ نفر است.